# Walter Lesch (Theologe)
Walter Lesch (* 24. Dezember 1958 in Duisburg) ist ein deutscher römisch-katholischer Theologe.

## Leben
Lesch studierte römisch-katholische Theologie, Philosophie, Romanistik und Pädagogik in Münster, Tübingen, Jerusalem und Fribourg. Von 1988 bis 1999 war Lesch an der Universität Fribourg in der Schweiz tätig. Lesch arbeitet seit 1999 als Hochschullehrer an der Université catholique de Louvain in Belgien.

## Werke (Auswahl)
- Imagination und Moral, Königshausen und Neumann, Würzburg 1989
- Theologie und ästhetische Erfahrung, Hg., Wissenschaftliche Buchgesellschaft, Darmstadt 1994
- Das Gewicht der Gebote und die Möglichkeiten der Kunst, Universitäts-Verlag, Freiburg, Schweiz 1993
- Gesellschaft, Gemeinschaft, Gemeinwohl, Oswald-von-Nell-Breuning-Institut, Frankfurt/Main 1993
- Theologische Ethik im Diskurs, Francke, Tübingen 1995
- Filmkunst und Gesellschaftskritik (gemeinschaftlich mit C. Martig und J. Valentin), Schüren, Marburg 2005
- Ethik Sozialer Arbeit, 2007
- Éthique, technique et démocratie, 2007
- Übersetzungen, Herder, Freiburg 2013
- Kein Recht auf ein besseres Leben?, Hg, Herder, Freiburg 2016
- Christentum und Populismus, Hg., Herder, Freiburg 2017